# Lista siturilor arheologice din județul Sibiu - J
Lista siturilor arheologice din județul Sibiu - J conține toate siturile arheologice din județul Sibiu înscrise în Repertoriul Arheologic Național (RAN) și aflate în localități al căror nume începe cu litera J. RAN este administrat de Ministerul Culturii și Patrimoniului Național și cuprinde date științifice, cartografice, topografice, imagini și planuri, precum și orice alte informații privitoare la zonele cu potențial arheologic, studiate sau nu, încă existente sau dispărute.
Puteți căuta un sit din localitățile care încep cu litera J folosind formularul de mai jos sau puteți naviga prin toate siturile din județ la Lista siturilor arheologice din județul Sibiu.
| Cod RAN                                 | Denumire | Localitate            | Adresă            | Datare                | Descoperit | Coordonate | Imagine           | Erori            |
| --------------------------------------- | --- | --------------------- | ----------------- | --------------------- | ---------- | ---------- | ----------------- | ---------------- |
| 144722.01.01 (Cod LMI: SB-II-m-B-12409) | Biserica "Buna Vestire" din Jina / ansamblu anonim (Categorie: construcție) (Tip: Biserică)                                        | sat Jina, comuna Jina | str. Dealului 297 | sf. sec. al XVIII-lea |            |            | Încărcați imagine | Raportați eroare |
| 144722.02.01                            | Mănăstirea de maici "Acoperământul Maicii Domnului" de la Jina / ansamblu anonim (Categorie: construcție de cult) (Tip: Mănăstire) | sat Jina, comuna Jina |                   | 1995                  |            |            | Încărcați imagine | Raportați eroare |